# Manja Pograjc
Manja Pograjc (* 20. Januar 1994 in Zagorje) ist eine ehemalige slowenische Skispringerin.

## Werdegang
Manja Pograjc gab ihr internationales Debüt am 8. August 2004 im Rahmen eines FIS-Rennens auf der Laideregg-Schanze in Bischofshofen, bei dem sie den 42. Platz erreichte. Am 6. Februar 2007 nahm sie erstmals an einem Wettbewerb im Continental Cup teil, am Ende der Saison 2007/08 belegte sie mit 56 Punkten den 37. Rang in der Gesamtwertung.
Nach der Teilnahme an den Nordischen Junioren-Skiweltmeisterschaften 2008 in Zakopane und 2009 in Štrbské Pleso war sie auch bei der Nordischen Skiweltmeisterschaft 2009  in Liberec am Start, bei der erstmals ein Wettbewerb im Damenskispringen ausgetragen wurde. Dort erreichte sie zwar nur den 24. Platz, trotzdem war sie die beste slowenische Teilnehmerin.
Ihren ersten Einsatz im Skisprung-Weltcup hatte Pograjc am 4. Februar 2012 im österreichischen Hinzenbach, bislang hat sie in dieser Wettkampfklasse noch nie den zweiten Durchgang erreicht und somit auch keine Weltcup-Punkte gesammelt.

## Erfolge

### Continental-Cup-Platzierungen
| Saison  | Platz | Punkte |
| ------- | ----- | ------ |
| 2007/08 | 37.   | 056    |
| 2008/09 | 30.   | 113    |
| 2009/10 | 56.   | 010    |
| 2010/11 | 55.   | 025    |
| 2011/12 | 43.   | 027    |